# Formel 1 (Sony)
Formel 1 ist eine Formel-1-Rennspielserie, die von Sony veröffentlicht und von Psygnosis beziehungsweise dem Nachfolgestudio SCE Studio Liverpool und einigen anderen Studios von 1996 bis einschließlich 2007 entwickelt wurde. Die Reihe erschien in den Jahren 1996 bis 1999 für die PlayStation und den PC und ab dem Jahr 2000 bis zum Verlust der Lizenz im Jahr 2007 nur auf PlayStation-Konsolen.
Die Serie war offiziell von der FIA lizenziert, weshalb im Spiel alle Fahrer, Teams und Rennstrecken der entsprechenden Saison enthalten waren. Ab 2009 erhielt der britische Publisher Codemasters die Lizenz und führt eine eigene Formel-1-Spielereihe mit jährlichen Ablegern ein.

## Serienüberblick
- 1996: Formel 1 (PlayStation, Windows)
- 1997: Formel 1 97 (PlayStation, Windows)
- 1998: Formel 1 98 (PlayStation)
- 1999: Formel Eins 99 (PlayStation, Windows)
- 2000: Formel Eins 2000 (PlayStation)
- 2001: Formel Eins 2001 (PlayStation, PlayStation 2)
- 2002: Formel Eins 2002 (PlayStation 2)
- 2002: Formel Eins Arcade (PlayStation)
- 2003: Formel Eins 2003 (PlayStation 2)
- 2004: Formel Eins 04 (PlayStation 2)
- 2005: F1 Grand Prix (PlayStation Portable)
- 2005: Formel 1 2005 (PlayStation 2)
- 2006: Formel Eins 06 (PlayStation 2, PlayStation Portable)
- 2006: F1 Championship Edition (PlayStation 3)

## Formel Eins 2001
Formel Eins 2001 ist der letzte Titel der Hauptreihe, der parallel zur PlayStation 2 noch für die erste PlayStation veröffentlicht wurde – es folgte 2002 lediglich noch Formel Eins Arcade. Entwickelt von Studio 33 für PSX und von SCE Studio Liverpool für PS2, erschien das Spiel in Europa am 20. April 2001. Es war zudem für vier Jahre das letzte Formel-1-Spiel, das Sony auf dem nordamerikanischen Markt veröffentlichte. Erst mit Formel 1 2005 wurde die Serie dort wieder weitergeführt.

## Formel 1 2005
Formel 1 2005 erschien am 29. Juni 2005. Darin kann der Spieler erstmals bestimmen, was an der Box getan werden soll. In einem Karrieremodus kann sich der Spieler zudem als Pilot eines kleinen Teams nach oben arbeiten.

## Formel Eins 06
Am 26. Juli 2006 erschien Formel Eins 06 als Nachfolger von Formel Eins 05 auf der PlayStation 2. Darin sind im Gegensatz zum Vorgänger-Spiel unter anderem ein realistisches Schadensmodell und die aktuellen Saisondaten enthalten. Ursprünglich war eine Verbesserung des Online-Modus geplant. Nun sollten Spieler, die dieses Spiel für die PSP besitzen, gegen Spieler, die dieses Spiel für die PS2 besitzen, fahren können. Es sollten bis zu 12 Spieler in einem Rennen gegeneinander antreten können. Kurz vor dem Release-Termin wurde der Online-Modus jedoch gestrichen. Dies war auch Grund dafür, dass sich der Erscheinungstermin vom vorerst angekündigten 19. Juli 2006 auf den 26. Juli 2006 verschob. Die PSP-Version erschien zum gleichen Zeitpunkt. Formel Eins 06 erschien zur Veröffentlichung der PlayStation 3 nochmals als F1 Championship Edition für die PlayStation 3 und bietet neben dem Online-Modus eine verbesserte und hochauflösende Grafik.

## F1 Championship Edition
In F1 Championship Edition sind noch immer die Saisondaten von 2006 enthalten. Auch die Menügestaltung weist keine größeren Änderungen gegenüber F1 06 auf. Deutliche Verbesserungen wurden jedoch hinsichtlich der Grafik und des Schadensmodells erzielt. Das Spiel verfügt über eine hochauflösende Grafik und wird für HD-TV-fähige Fernsehgeräte empfohlen. Auch der Multiplayermodus ist wieder zu finden, hier können bis zu elf Fahrer gegeneinander antreten. Der Tachometer ist der bei den TV-Übertragungen üblichen Ganganzeige nachempfunden. Das Spiel erschien am 28. Dezember 2006 in Japan, am 27. Februar 2007 in den USA um am 23. März 2007 in Europa und Australien.